# Girolamo Ragusa Moleti
Girolamo Ragusa Moleti o Gerolamo Ragusa Moleti, noto anche con lo pseudonimo di G.R. Sagura Molarogi (Palermo, 14 gennaio 1851 – Palermo, 1917), è stato un poeta, scrittore e giornalista italiano.

## Biografia
Figlio di Pellegrino, capitano comandante delle guardie daziarie (ben fu detto di lui che egli maneggiando tanti milioni per più anni non profittò mai di nulla, tanto era grande la sua onestà) e di Rosalia, di nobile famiglia, il nonno di Girolamo, Francesco Paolo Moleti, medico, era infatti conte di Addidi. Fu cugino di Giuseppe Pipitone Federico, insieme al quale, fondò nel 1883 la rivista positivista Il Momento. Profondo conoscitore della letteratura francese, sostenitore d'Émile Zola e della scuola naturalista fin dai tempi del suo saggio sul realismo, fu, secondo la definizione di Benedetto Croce, anche nella scelta degli autori francesi da analizzare, «ribelle dei ribelli». Percorso, com'era, da «un soffio iconoclastico di violenta rivolta contro i mali del mondo», fu naturale, per lui, dare tutto il proprio contributo a quel foglio palermitano - Il Momento - sul cui secondo numero era apparsa l'effigie d'Émile Zola.
Accostatosi all'opera di Baudelaire, che lo avrebbe tenuto legato a sé per vari anni, nel 1878, dopo uno studio approfondito della letteratura baudelairiana, Ragusa Moleti pubblicò un saggio - e si tratta, molto probabilmente, della prima monografia dedicata da un italiano al poeta francese - nel quale diede la sensazione di essere penetrato a fondo nella poesia dell'autore francese. Inoltre, verso la fine del saggio, non riuscì a frenare un pungente giudizio contro l'incomprensione di quel genio da parte della critica italiana.

Non va dimenticata l'importanza della sua traduzione dei Poemetti in prosa, scaturita dal testo baudelairiano, per la conoscenza In Italia del poeta francese. La sua fu non solo la prima traduzione italiana di quell'opera, ma dell'opera baudelairiana in assoluto (1880). L'analisi baudelairiana si chiudeva, in ogni modo, con queste parole: 
Anche in Miniature e filigrane, testimonianza di un sincero grido di libertà e d'eguaglianza sociale, spira un senso drammatico della vita come morte, che fa molto pensare al Baudelaire.
Con Il signor di Macqueda del 1881, seppe volgere in italiano con fine gusto e notevole precisione di traduttore quelle prose poetiche del Baudelaire, nelle quali l'autore seppe esprimersi più compiutamente, trasferendovi il proprio bagaglio culturale e le proprie aspirazioni ideali. Il romanzo, troppo spesso trascurato, risente da capo a fondo della profonda conoscenza di Gustave Flaubert e di Émile Zola; esempio è il canone realistico dell'impersonalità dell'arte, di cui tutta l'opera è pervasa.
Al Ragusa è anche attribuibile la prima traduzione italiana di Les Paradis artificiels, sia pure in "estratti" (1878): quell'opera aveva avuto assegnato nel Biagio Chiara il suo primo traduttore.
Ma il redattore de Il Momento non fu interamente assorbito da Baudelaire. Fu anche attratto dall'opera di Huysmans, cui dedicò l'articolo La flora dei neobizantini francesi, apparso ne L'Ora di Palermo del 1903.
Fu direttore della Regia Scuola Tecnica «Domenico Scinà» di Palermo e professore di Estetica all'Università di Palermo.

## Opere

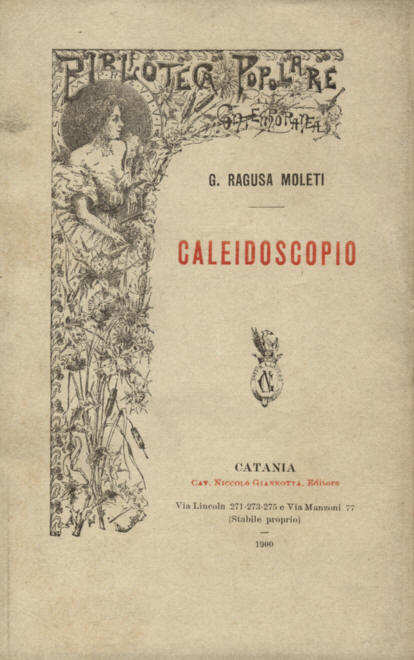
ed. Giannotta 1900.

- Lettera all'on. Ruggiero Bonghi, di G.R. Sagura Molarogi, Sulla Biblioteca Nazionale di Palermo 1873.
- Prime armi, versi, Palermo, Virzì edit. 1878.
- Aloe, racconti, Palermo, Virzì edit. 1878.
- Traduzione dei poemetti in prosa di Charles Baudelaire, David, Ravenna edit. 1880. La stessa traduzione in Milano da E. Sonzogno, 1884.
- Giuseppe Pitrè e le tradizioni popolari, Studio, Palermo, tip. del « Tempo » 1882.
- L'eterno romanzo, nel 1883
- Il signor di Macqueda, romanzo, edito per la prima volta nel 1881 dalla tipografia palermitana del "Tempo", e poi ristampato a Roma dall'editore A. Sommaruga, 1885.
- Miniature e filigrane, piccole prose, Milano Fr. Treves edit. 1885.
- Fioritura nuova, versi, Palermo, Pedone Lauriel edit. 1885.
- Memorie e acqueforti, piccole prose, Milano, Fr. Treves edit. 1891.
- Intermezzo barbaro, versi, Bologna, Zanichelli edit. 1891.
- Poesie dei popoli selvaggi, Torino, C. Clausen, 1891.
- I proverbi dei popoli barbari, Palermo, Fr. Vena edit. 1893.
- Miniature parlanti, Palermo R. Sandron, 1893.
- Acquarelli e macchiette, Palermo, R. Sandron, edit. 1896.
- Decadenti e simbolisti francesi, nel 1898.
- Torniamo a Dante, nel 1900.
- Le nuvolaglie, piccole prose.
- Secondo intermezzo barbaro, versi.
- Il dito nella piaga, Studi di cose siciliane.
- Fra l'estetica e l'etnografia.
- Caleidoscopio, ed. Giannotta 1900
- Nuove inclinazioni estetiche nella poesia di Virgilio La Scola, nel 1908
- Lettere da bruciare, romanzo.